# Warren (Connecticut)
Pour les articles homonymes, voir Warren.
Warren est une ville située dans le comté de Litchfield, dans l'État du Connecticut (États-Unis). Lors du recensement de 2010, sa population s’élevait à 1 461 habitants.

## Géographie
Selon le Bureau du recensement des États-Unis, la superficie de la municipalité est de 27,55 milles carrés (71,35 km2), dont 26,31 milles carrés (68,14 km2) de terres et 1,24 milles carrés (3,21 km2) de plans d'eau (soit 4,5 %).

## Histoire
D'abord appelée East Greenwich, la ville est renommée en l'honneur du général Joseph Warren et devient une municipalité en 1786.

## Démographie
D'après le recensement de 2000, il y avait 1 254 habitants, 497 ménages, et 353 familles dans la ville. La densité de population était de 18,4 hab/km2. Il y avait 650 maisons avec une densité de 9,5 maisons/km2. La décomposition ethnique de la population était : 97,93 % blancs ; 0,16 % noirs ; 0,32 % amérindiens ; 0,80 % asiatiques ; 0,00 % natifs des îles du Pacifique ; 0,08 % des autres races ; 0,72 % de deux ou plus races. 0,24 % de la population était hispanique ou Latino de n'importe quelle race.
Il y avait 497 ménages, dont 29,8 % avaient des enfants de moins de 18 ans, 29,8 % étaient des couples mariés, 63,6 % avaient une femme qui était parent isolé, et 28,8 % étaient des ménages non-familiaux. 21,9 % des ménages étaient constitués de personnes seules et 11,1 % de personnes seules de 65 ans ou plus. Le ménage moyen comportait 2,52 personnes et la famille moyenne avait 2,97 personnes.
Dans la ville la pyramide des âges était 22,6 % en dessous de 18 ans, 5,1 % de 18 à 24, 28,3 % de 25 à 44, 29,0 % de 45 à 64, et 14,9 % qui avaient 65 ans ou plus. L'âge médian était 42 ans. Pour 100 femmes, il y avait 106,3 hommes. Pour 100 femmes de 18 ans ou plus, il y avait 105,1 hommes.
Le revenu médian par ménage de la ville était 62 798 dollars US, et le revenu médian par famille était $66 563. Les hommes avaient un revenu médian de $50 469 contre $35 250 pour les femmes. Le revenu par habitant de la ville était $36 801. 3,3 % des habitants et 2,8 % des familles vivaient sous le seuil de pauvreté. 6,3 % des personnes de moins de 18 ans et 2,1 % des personnes de plus de 65 ans vivaient sous le seuil de pauvreté.
| 1820 | 1850 | 1860 | 1870 | 1880 | 1890 |
| ---- | ---- | ---- | ---- | ---- | ---- |
| 875  | 830  | 710  | 673  | 639  | 477  |

| 1900 | 1910 | 1920 | 1930 | 1940 | 1950 |
| ---- | ---- | ---- | ---- | ---- | ---- |
| 432  | 412  | 350  | 303  | 328  | 437  |

| 1960 | 1970 | 1980  | 1990  | 2000  | 2010  |
| ---- | ---- | ----- | ----- | ----- | ----- |
| 600  | 827  | 1 027 | 1 226 | 1 254 | 1 461 |